# Sail
Sail – drugi studyjny album Madisa, wydany 29 kwietnia 2022. Promował go singiel  "Siren’s Symphony” wydany 15 kwietnia 2022, zrealizowany wraz z włoską wokalistką Kyrah Aylin oraz kwintetem smyczkowym z Katowic (Łukasz Jagiełło i Kacper Najdek – skrzypce, Justyna Mazurkiewicz – altówka, Agnieszka Sanocka – wiolonczela, Olaf Kielesz – kontrabas). Do singla został wydany klip wideo nakręcony na plaży Punta Della Molla w Syrakuzach na Sycylii oraz sali koncertowej katowickiego Miasta Ogrodów. Drugim singlem promującym była „Meduza”, wydana 13 maja 2022. Album został wydany na fizycznych nośnikach CD i winylu oraz w wersji cyfrowej.
Inspirowany jest Morzem Bałtyckim. Jeden z utworów, „Baltic Spirit”, nazwą bezpośrednio nawiązuje do tego akwenu. Zawiera eksperymentalne utwory, jak wspomniany singiel Siren’s Symphony, gdzie mamy do czynienia z kobiecym wokalem i prawdziwymi instrumentami – oprócz wymienionego wyżej kwintetu można usłyszeć fortepian, na którym gra sam Madis. Drugim utworem jest „New Horizons”, gdzie z kolei Madis nawiązał udaną współpracę z krakowskim gitarzystą Jackiem Królikiem. W utworach takich jak "Baltic Spirit" czy "Gust Of Wind" można usłyszeć prawdziwe, dobrze znane z bałtyckich plaż dźwięki jak szum fal i wiatru czy odgłosy mew, które zostały nagrane przez Madisa.
Album doczekał się wersji „Edit” wydanej 27 maja 2022, zawierającej skrócone wersje utworów „Sailor’s Sonata”, „Meduza” i „New Horizons” oraz nowe wersje singla „Siren’s Symphony” – „Instrumental” i „Re-Vision”, a także wersji limitowanej na winylu, w kolorze białym i wydanej w ilości 500szt (numerowanych).

## Lista utworów
1. "Leave The Land" – 5:57
2. "Sailor’s Sonata" – 11:58
3. “Baltic Spirit" – 10:49
4. "Meduza" – 6:44
5. "Gust Of Wind" – 3:17
6. "Between The Waves" – 5:44
7. "Seagulls Soar" – 4:40
8. “Red Lighthouse” – 3:07
9. “New Horizons” (z Jackiem Królikiem) – 6:16
10. „Siren’s Symphony” (z Kyrah Aylin) – 6:31